# Illange
Illange é uma comuna francesa na região administrativa de Grande Leste, no departamento de Mosela. Estende-se por uma área de 5,65 km². Em 2010 a comuna tinha 1 882 habitantes (densidade: 333,1 hab./km²).